# 박건호
박건호(朴建浩, 1949년 2월 19일 ~ 2007년 12월 9일)는 대한민국의 작사가, 수필가이다. 강원도 원주에서 출생해 흥업초등학교, 원주중학교, 대성고등학교를 졸업하였다.70~80년대의 대표적 작사가로 수많은 노래를 만들었으며, 시집과 수필도 다수 출간하였다.

## 생애
대표 작사 작품으로는 〈단발머리〉 〈모나리자〉 (조용필), 〈잊혀진 계절〉 (이용), 〈모닥불〉 (박인희), 〈당신도 울고 있네요〉 (김종찬), 〈빙글빙글〉 (나미), 〈아, 대한민국〉 (정수라), 〈그대 모습은 장미〉 (민해경), 〈그녀에게 전해주오〉(소방차) 등이 있다.
《영원의 디딤돌》과 《고독은 하나의 사치였다》 등의 시집과, 《나는 허수아비》 등의 수필집과 투병기 등을 펴냈다.
1982년 KBS 가요대상 작사상을 수상하였으며, 1985년에는 아름다운 노래 대상(한국방송협회 주최)과 국무총리 표창 등을 받았다.
2007년 12월 9일, 지병으로 인해 향년 59세를 일기로 고인이 되었다. 사후 2010년 12월 원주시청 인근에 박건호공원이 조성되어 노랫말비를 제막하는 등의 사업이 진행되었으며, 박건호 가요제, 시낭송대회 등이 매년 열리고 있다.

## 작사곡
| 가수     | 곡명(앨범)                           | 작곡·편곡               | 연도 | 비고 |
| -------- | ------------------------------------ | ----------------------- | ---- | --- |
| 강승모   | 눈물의 재회                          | 김영광                  |      | |
| 강승모   | 무정부르스                           | 김영광                  | 1983 | |
| 걸스데이 | 반짝반짝                             | 남기상                  |      | 남기상, 강전명, 박건호 공동 작사 |
| 김기웅   | 돈 벌러 가는 길                      | 김기웅                  |      | |
| 김부자   | 멀리 갔다고 못오나                   | 장욱조                  |      | |
| 김성희   | 목마와 사랑                          | 이범희                  |      | |
| 김승덕   | 아베마리아                           | 계동균                  | 1985 | |
| 김연자   | 아침의 나라에서                      | 길옥윤                  | 1986 | |
| 김정수   | 가슴이 떨려                          | 이호준                  |      | |
| 김종찬   | 당신도 울고 있네요                   | 최종혁                  | 1987 | |
| 김종찬   | 토요일은 밤이 좋아                   | 이호준                  | 1987 | |
| 김호중   | 무정 부르스                          | 김영광                  |      | |
| 나미     | 보이네                               | 김명곤                  | 1984 | |
| 나미     | 빙글빙글                             | 김명곤                  | 1984 | |
| 나미     | 사랑이란 묘한 거야                   | 이호준                  | 1987 | |
| 나미     | 유혹하지 말아요                      | 김명곤                  | 1987 | |
| 나훈아   | 고향의 어머님                        | 고봉산                  |      | |
| 나훈아   | 생각나는 사람                        | 이호                    |      | |
| 민해경   | 그대 모습은 장미                     | 강인원                  | 1988 | 강인원, 박건호 공동 작사 |
| 민해경   | 누구의 노래일까                      | 이범희                  | 1980 | |
| 민해경   | 내 인생은 나의 것                    | 방기남                  | 1983 | |
| 민해경   | 마스카라                             | 김진룡                  | 1990 | |
| 민해경   | '슬픈약속                            | 이범희                  | 1982 | |
| 민해경   | 어느 소녀의 사랑이야기               | 이범희                  | 1981 | |
| 민해경   | 잠깐만                               | 김창남                  |      | |
| 바니걸스 | 그 사람 데려다주오                   | 김영광                  | 1974 | |
| 박인희   | 갈대밭에서(1)                        | 손흥수·이현섭           | 1972 | |
| 박인희   | 겨울바다                             | 이현섭                  | 1975 | |
| 박인희   | 끝이 없는 길                         | 이현섭                  | 1974 | |
| 박인희   | 돌밥(1)                              | 박인희·이현섭           | 1972 | |
| 박인희   | 마지막 태양이라면(1)                 | 손흥수·이현섭           | 1972 | |
| 박인희   | 모닥불(1)                            | 박인희·이현섭           | 1972 | |
| 박인희   | 세월아                               | 김기웅                  | 1974 | |
| 박인희   | 소나무에 이름을 새기고(1)            | 손흥수·이현섭           | 1972 | |
| 박인희   | 아사녀(1)                            | 손흥수·이현섭           | 1972 | |
| 박인희   | 어느 여름날(1)                       | 손흥수(채보)·이현섭     | 1972 | |
| 박인희   | 이사도라(1)                          | 손흥수·이현섭           | 1972 | |
| 박인희   | 접동새(1)                            | 손흥수·이현섭           | 1972 | |
| 박인희   | 끝이 없는 길(2)                      | 이현섭                  | 1975 | |
| 박인희   | 눈빛만 보아도(2)                     | 이현섭                  | 1975 | |
| 박인희   | 오늘(2)                              | 이현섭                  | 1975 | |
| 박인희   | 아름다운 시절(2)                     | 이현섭                  | 1975 | |
| 박인희   | 햇님달님(Brother Sun Sister Moon)(2) | Sister Janetmead·방기남 | 1975 | |
| 박인희   | 물긷는 여인(2)                       | 방기남                  | 1975 | |
| 박인희   | 잉크 한 방울(2)                      | 방기남                  | 1975 | |
| 박인희   | 실바람 속에(2)                       | 방기남                  | 1975 | |
| 박인희   | 나는너 너는나(2)                     | 이현섭                  | 1975 | |
| 박인희   | 나무벤취 길(3)                       | 미상·이정선             | 1976 | |
| 박인희   | 그러면 됐지(3)                       | 이현섭·이철혁           | 1976 | |
| 박인희   | 모닥불(3)                            | 박인희·이철혁           | 1976 | |
| 박인희   | 다리위에서(3)                        | 박인희·이정선           | 1976 | |
| 박인희   | 모래알(3)                            | 박인희·이정선           | 1976 | |
| 박인희   | 내가 부를 이름은(3)                  | 이현섭·                 | 1976 | |
| 박인희   | 돌밥(3)                              | 박인희·이철혁           | 1976 | |
| 방주연   | 기다리게 해놓고                      | 장욱조                  |      | |
| 설운도   | 잃어버린 30년                        | 남국인                  |      | |
| 소방차   | 그녀에게 전해주오                    | 김명곤                  |      | |
| 소방차   | 어젯밤 이야기                        | 이호준                  |      | |
| 신정숙   | 그 사랑이 울고 있어요                | 김명곤                  | 1991 | |
| 심신     | 오직 하나뿐인 그대                   | 유영선                  | 1991 | |
| 싸이     | 환희                                 | 김명곤                  | 1988 | |
| 오승근   | 그대가 나를                          | 김종희                  |      | |
| 유열     | 가을비                               | 유영선                  | 1987 | |
| 유열     | 이별이래                             | 최종혁                  | 1987 | |
| 유열     | 잊을거야                             | 김기표                  | 1987 | |
| 윤민수   | 어느 소녀의 사랑이야기               | 이범희                  | 1981 | |
| 이건주   | 어른들은 몰라요                      | 김명곤                  | 1988 | |
| 이선희   | 괜찮아                               | 이범희                  | 1985 | |
| 이수미   | 내 곁에 있어주                       | 김영광                  | 1974 | |
| 이용     | 멀어진 사람                          | 이범희                  | 1982 | |
| 이용     | 서울                                 | 이범희                  | 1982 | |
| 이용     | 이별 뒤의 이야기                     | 이경화                  | 1983 | |
| 이용     | 잊혀진 계절                          | 이범희                  | 1982 | |
| 이용     | 잠들지 않는 시간                     | 이범희                  | 1984 | |
| 이용     | 지난 날의 미소                       | 이범희                  | 1982 | |
| 이자연   | 구름 같은 인생                       | 김영광                  |      | |
| 이자연   | 나만 생각하세요                      | 이호섭                  |      | |
| 이자연   | 소근소근                             | 김영광                  |      | |
| 이자연   | 아름다운 사랑                        | 이호섭                  |      | |
| 이자연   | 아리랑처녀                           | 최주호                  | 1983 | |
| 이자연   | 찬스                                 | 정경천                  |      | |
| 이자연   | 찰랑찰랑                             | 이호섭                  | 1995 | |
| 이정희   | 바야야                               | 오동식                  | 1980 | |
| 임수정   | 연인들의 이야기                      | 계동균                  |      | |
| 장은아   | 고귀한 선물                          | 오동식                  |      | |
| 장은아   | 이 거리를 생각하세요                 | 오동식                  | 1979 | |
| 장재남   | 빈의자                               | 최종혁                  | 1979 | |
| 전영     | 모두가 천사라면                      | 외국곡                  | 1983 | 원곡 : Romina Power - Il ballo del qua qua(1981)                                                                                                  |
| 전유나   | 변신                                 | 유영선                  |      | |
| 정수라   | 내 사랑을 본 적이 있나요             | 김영광                  | 1984 | |
| 정수라   | 좋은일이 없을까요                    | 김영광                  | 1983 | |
| 정수라   | 눈물의 의미                          | 김희갑                  | 1983 | |
| 정수라   | 도시의 거리                          | 김명곤                  | 1985 | |
| 정수라   | 못다한 시간                          | 방기남                  | 1983 | |
| 정수라   | 바람이었나                           | 방기남                  | 1983 | |
| 정수라   | 밤이 흐르는 강변                     | 김명곤                  | 1983 | |
| 정수라   | 백지위에 서있는 인생                 | 김명곤                  | 1983 | |
| 정수라   | 사랑을 느낄 무렵                     | 방기남                  | 1983 | |
| 정수라   | 아! 대한민국                         | 김재일                  | 1983 | |
| 정수라   | 아버지의 의자                        | 김희갑                  | 1985 | |
| 정수라   | 어부의 딸                            | 김정택                  |      | |
| 정수라   | 왜 나를 사랑했나요                   | 방기남                  | 1983 | |
| 정수라   | 외로운 소녀                          | 김명곤                  | 1983 | |
| 정수라   | 우리들은 어디로 가나                 | 방기남                  | 1983 | |
| 정수라   | 우리의 땅                            | 방기남                  | 1983 | |
| 정수라   | 우울한 그대 미소                     |                         |      | |
| 정수라   | 좋은일이 없을까요                    | 김영광                  | 1983 | |
| 정수라   | 풀잎이슬                             | 김희갑                  | 1983 | |
| 정수라   | 하얀눈물                             |                         |      | |
| 정수라   | 환희                                 | 김명곤                  | 1988 | |
| 정종숙   | 새끼손가락                           | 이현섭                  | 1975 | |
| 조미미   | 진부령 아가씨                        | 이호                    |      | |
| 조용필   | 그대 눈물이 마를 때(6)               | 이범희                  | 1984 | |
| 조용필   | 그대 숨결 속에서(10)                 | 이호준                  | 1990 | |
| 조용필   | 내모습(10)                           | 이호준                  | 1990 | |
| 조용필   | 눈물의 파티(6)                       | 이범희                  | 1984 | |
| 조용필   | 단발머리(1)                          | 조용필                  | 1980 | |
| 조용필   | 돌고 도는 인생(10)                   | 유영선                  | 1990 | |
| 조용필   | 마도요(9)                            | 조용필                  | 1987 | |
| 조용필   | 모나리자(10)                         | 조용필                  | 1988 | |
| 조용필   | 목련꽃 사연(10)                      | 조수지                  | 1988 | |
| 조용필   | 아하! 그렇지(9)                      | 이호준                  | 1987 | |
| 조용필   | 외로워 마세요(2)                     | 김영광                  | 1980 | |
| 조용필   | 이별의 인사(12)                      | 조용필·김영균           | 1992 | |
| 주정이   | 가을이 오면                          | 방기남                  |      | |
| 최유나   | 그대 그대 그대                       | 방기남                  |      | |
| 최진희   | 눈물의 승차권                        | 김희갑                  | 1983 | 한울타리 원곡 |
| 최진희   | 물보라                               | 김희갑                  | 1984 | |
| 최진희   | 우린 너무 쉽게 헤어졌어요            | 김희갑                  | 1984 | |
| 최혜영   | 그것은 인생                          | 김재일                  | 1983 | |
| 최혜영   | 물같은 사랑                          | 최주호                  | 1983 | |
| 코리아나 | 그날은                               | 이호준                  | 1993 | |
| 태진아   | 다시 한번 울었네                     | 김희갑                  |      | |
| 한경애   | 겨울바다                             | 이현섭                  | 1981 | |
| 한소리   | 어느 소녀의 사랑이야기               | 이범희                  | 1981 | |
| 한울타리 | 그대는 나의 인생                     | 김희갑                  | 1983 | 김희갑(리더), 최진희(보컬), 허영래(보컬, 베이스), 박기빈(색소폰), 이표영(건반), 이표영(오르간), 황용기(트럼펫), 노광일(드럼)으로 구성된 멤버였음. |
| 허림     | 인어이야기                           | 김기웅                  | 1973 | |

## 참고 문헌
- 이 문서에는 다음커뮤니케이션(현 카카오)에서 GFDL 또는 CC-SA 라이선스로 배포한 글로벌 세계대백과사전의 내용을 기초로 작성된 글이 포함되어 있습니다.